# اچ‌ام‌ای‌اس گانبار
اچ‌ام‌ای‌اس گانبار (به انگلیسی: HMAS Gunbar) یک کشتی بود که طول آن ۱۵۰ فوت (۴۶ متر) بود. این کشتی  در سال ۱۹۱۱ ساخته شد.